# Linus Wahlqvist
Linus Wahlqvist (Norrköping, 1996. november 11. –) svéd válogatott labdarúgó, a lengyel Pogoń Szczecin hátvédje.

## Pályafutása

### Klubcsapatokban
Wahlqvist a svédországi Norrköping városában született. Az ifjúsági pályafutását az Eneby csapatában kezdte, majd a Norrköping akadémiájánál folytatta.
2014-ben mutatkozott be a Norrköping első osztályban szereplő felnőtt keretében. 2018-ban a német Dynamo Dresdenhez igazolt. 2020-ban visszatért a Norrköpinghez. Először a 2020. augusztus 6-ai, Häcken ellen 2–1-re elvesztett mérkőzésen lépett pályára. Első gólját 2020. szeptember 27-én, a Djurgårdens ellen idegenben 2–1-re megnyert találkozón szerezte meg. 2023. január 1-jén 3½ éves szerződést kötött a lengyel első osztályban érdekelt Pogoń Szczecin együttesével.

### A válogatottban
Wahlqvist az U17-es, az U19-es és az U21-es válogatottakban is képviselte Svédországot.
2016-ban debütált a felnőtt válogatottban. Először a 2016. január 6-ai, Észtország ellen 1–1-es döntetlennel zárult mérkőzés 83. percében, Emil Bergströmöt váltva lépett pályára.

## Statisztikák
2022. október 31. szerint
| Klub           | Szezon   | Osztály       | Bajnokság | Bajnokság | Kupa  | Kupa | Nemzetközi | Nemzetközi | Összesen | Összesen |
| Klub           | Szezon   | Osztály       | Meccs     | Gól       | Meccs | Gól  | Meccs      | Gól        | Meccs    | Gól      |
| -------------- | -------- | ------------- | --------- | --------- | ----- | ---- | ---------- | ---------- | -------- | -------- |
| Norrköping     | 2014     | Allsvenskan   | 24        | 0         | 1     | 0    | —          | —          | 25       | 0        |
| Norrköping     | 2015     | Allsvenskan   | 29        | 3         | 2     | 0    | —          | —          | 31       | 3        |
| Norrköping     | 2016     | Allsvenskan   | 28        | 2         | 3     | 1    | 2          | 0          | 33       | 3        |
| Norrköping     | 2017     | Allsvenskan   | 28        | 2         | 3     | 0    | 4          | 0          | 35       | 2        |
| Norrköping     | 2018     | Allsvenskan   | 12        | 0         | 0     | 0    | —          | —          | 12       | 0        |
| Norrköping     | Összesen | Összesen      | 121       | 7         | 9     | 1    | 6          | 0          | 136      | 8        |
| Dynamo Dresden | 2018–19  | 2. Bundesliga | 29        | 0         | 0     | 0    | —          | —          | 29       | 0        |
| Dynamo Dresden | 2019–20  | 2. Bundesliga | 25        | 0         | 1     | 0    | —          | —          | 26       | 0        |
| Dynamo Dresden | Összesen | Összesen      | 54        | 0         | 1     | 0    | 0          | 0          | 55       | 0        |
| Norrköping     | 2020     | Allsvenskan   | 17        | 1         | 4     | 1    | —          | —          | 21       | 2        |
| Norrköping     | 2021     | Allsvenskan   | 28        | 3         | 4     | 1    | —          | —          | 32       | 4        |
| Norrköping     | 2022     | Allsvenskan   | 26        | 0         | 0     | 0    | —          | —          | 26       | 0        |
| Norrköping     | Összesen | Összesen      | 71        | 4         | 8     | 2    | 0          | 0          | 79       | 6        |
| Összesen       | Összesen | Összesen      | 246       | 11        | 18    | 3    | 6          | 0          | 270      | 14       |

### A válogatottban
| Válogatott | Év       | Pályára lépés | Gól |
| ---------- | -------- | ------------- | --- |
| Svédország | 2016     | 3             | 0   |
| Svédország | 2017     | 2             | 0   |
| Svédország | 2018     | 1             | 0   |
| Összesen   | Összesen | 6             | 0   |

## Sikerei, díjai
Norrköping
- Allsvenskan
  - Bajnok (1): 2015

- Svéd Kupa
  - Döntős (1): 2016–17

- Svéd Szuperkupa
  - Győztes (1): 2015

Svéd U17-es válogatott
- U17-es labdarúgó-világbajnokság
  - Bronzérmes (1): 2013